# فضائي: كوفينانت
فضائي: كوفينانت (بالإنجليزية:  Alien: Covenant)‏ هو فيلم خيال علمي ورعب أمريكي صدر عام 2017، من إخراج ريدلي سكوت وكتابة جون لوغان ودانتي هاربر، مع قصة من تأليف جاك باغلن ومايكل غرين. الفيلم هو تتمة لفيلم عام 2012 بروميثيوس ويعد الإصدار السادس ضمن سلسلة فضائي. الفيلم من بطولة مايكل فاسبندر وكاثرين واترستون وبيلي كرودب وداني ماكبرايد وكارمين إيجوجو وديميان بيشير، ويتبع طاقم سفينة فضائية تدعى «كوفينانت» يهبطون على كوكب مجهول قبل أن يكتشفوا شيئاً مرعب.
صدر الفيلم في الولايات المتحدة يوم 19 مايو 2017، وتلقى مراجعات إيجابية من النقاد الذي أعتبروه تحسن عن بروميثيوس ومدحوا أجوائه المرعبة وأداء مايكل فاسبندر.

## روابط خارجية
- الموقع الرسمي
- فضائي: كوفينانت على موقع IMDb (الإنجليزية)
- فضائي: كوفينانت على موقع ميتاكريتيك (الإنجليزية)
- فضائي: كوفينانت على موقع روتن توميتوز (الإنجليزية)
- فضائي: كوفينانت على موقع قاعدة بيانات الأفلام العربية
- فضائي: كوفينانت على موقع ألو سيني (الفرنسية)
- فضائي: كوفينانت على موقع Turner Classic Movies (الإنجليزية)
- فضائي: كوفينانت على موقع أول موفي (الإنجليزية)
- فضائي: كوفينانت على موقع بوكس أوفيس موجو (الإنجليزية)
- فضائي: كوفينانت على موقع فيلمافينيتي (الإسبانية)
- فضائي: كوفينانت على موقع قاعدة بيانات الأفلام السويدية (السويدية)